# Nikon D2H
La Nikon D2H è una macchina fotografica reflex digitale professionale presentata da Nikon il 22 luglio 2003. Utilizza un sensore JFET LBCAST Nikon da 4,1 megapixel di risoluzione. Nel 2005 fu presentata una versione migliorata, la D2Hs, con aggiunta di funzioni sviluppate sulla Nikon D2X. Come la maggior parte delle fotocamere digitali Nikon, anche la D2H monta un sensore in formato DX. Capace di scattare raffiche di 30 jpeg, 20 RAW o 15 TIFF a 8 fps. Tre modalità di colore: sRGB (portrait); AdobeRGB (wide gamut); sRGB (landscape). Sistema autofocus Multi-CAM2000